# Christoph Gröner
Christoph Friedhelm Gröner (* 2. April 1968 in Karlsruhe) ist ein deutscher Unternehmer und Immobilienentwickler. Er wurde bekannt als Gründer und langjähriger Leiter der CG Gruppe, einem der größten Immobilienentwicklungsunternehmen Deutschlands.

## Kindheit, Jugend, Studium
Gröner wuchs als Kind von Beamten in Karlsruhe auf. Sein erstes Geld verdiente er als Jugendlicher durch das Aufarbeiten und den Verkauf von Fahrrädern vom Sperrmüll. Ab 1989 studierte er Maschinenbau an der Technischen Universität Kaiserslautern, er verließ die Hochschule ohne Abschluss.

## Berufliche Tätigkeiten

### Anfänge
Während seines Studiums gründete er 1989 in Karlsruhe eine Firma für Bauhilfsdienste. Sie befasste sich zunächst mit Abbruch- und Entkernungsarbeiten. Es folgte 1995 die Gründung eines Bauunternehmens, der Wurzel der späteren CG Gruppe, und der Wechsel nach Leipzig.

### CG Gruppe AG
Mit dieser CG Gruppe – C und G stehen für seine Initialen – war er zunächst in den Neuen Bundesländern in der Altbausanierung aktiv. 2005 kamen Konversionsvorhaben hinzu, also die Revitalisierung mittlerer und größerer stadtnaher Industrieareale. 2010 verlegte er den Sitz seiner Gruppe nach Berlin.
Der Projektentwickler Consus Real Estate übernahm 2017 die Mehrheit an der CG Gruppe. 2020 veräußerte Gröner seinen verbliebenen Minderheitenanteil an die Consus Real Estate. Zum Teil wurde dieser Verkauf mit Sachwerten finanziert: Gröner erhielt 17 Immobilienentwicklungsprojekte des Käufers.

### CG Elementum AG und Gröner Group GmbH
Noch im Jahr 2020 gab Gröner bekannt, mit dem ebenfalls seine Initialen nutzenden Unternehmen CG Elementum AG einen neuen Immobilienprojektentwickler aufbauen zu wollen. In der Folgezeit entstand ein Firmengeflecht aus Projektgesellschaften für einzelne oder mehrere Grundstücke oder Immobilien, Dachgesellschaften, die die Anteile an den Projektgesellschaften bündelten, und Servicegesellschaften, die Aufgaben für Dach- und Projektgesellschaften übernahmen. Ende 2022 gehörten rund 100 Gesellschaften zu Gröners Gruppe.
Neben der CG Elementum AG nutzte Gröner auch die Gröner Group GmbH, die 2008 als CG Unternehmensbesitzgesellschaft mbH gegründet worden war und bis 2020 mehrfach umfirmiert hatte. Dieses Unternehmen wurde im Herbst 2022 überdies in die Gröner Group AG umgewandelt, um im Sommer 2024 wieder die Rechtsform einer GmbH anzunehmen. Dieses Unternehmen fungierte als Finanzierungsvehikel für Immobilienprojekte und sammelte zwischen 2020 und 2022 rund 300 Millionen Euro an Darlehen von Risikokapitalgebern ein.
Die Gruppe war bundesweit aktiv und entwickelte Immobilienprojekte in Berlin, Leipzig, Erfurt, Köln, Koblenz, Frankfurt am Main, Karlsruhe, Wendlingen in der Region Stuttgart, Augsburg und München.
Die Gröner Group GmbH geriet in finanzielle Schwierigkeiten, als der Risikokapitalgeber Emerald Advisory GmbH eine Forderung in Höhe von 83 Millionen Euro fällig stellte und Verhandlungen über eine Lösung scheiterten. Im November 2024 kam es zu einem Insolvenzantrag für die Gröner Group GmbH beim Amtsgericht Leipzig. Kurz darauf fanden Durchsuchungen in den Geschäftsräumen des Unternehmens statt, da die Staatsanwaltschaft wegen des Verdachts der Insolvenzverschleppung und der Veruntreuung von Arbeitsentgelt ermittelte.
Medien berichteten in diesem Zusammenhang über erhebliche Außenstände bei den Leipziger Stadtwerken, was auch zur Einstellung der Versorgung in den betroffenen und an Dritte vermieteten Immobilien geführt hatte.

## Politische Vernetzung und Medienauftritte

### Einbindung früherer Entscheidungsträger
Gröner band in seine Unternehmensgruppe frühere Spitzenpolitiker und -funktionäre ein. Zu diesen gehörten der frühere Kanzleramtsminister Ronald Pofalla (CDU), der ehemalige Ministerpräsident von Baden-Württemberg und frühere EU-Kommissar Günther Oettinger (CDU) sowie Rüdiger Grube, vormals Vorstandsvorsitzender der Deutschen Bahn. Auch Altkanzler Gerhard Schröder (SPD) übernahm 2021 Beraterfunktionen. Dieses Engagement beendete Gröner nach Beginn des russischen Überfalls auf die Ukraine.

### Medienauftritte
Der mediengewandete und streitbare Unternehmer wurde bundesweit bekannt. Er trat mehrfach in Talkshows auf, beispielsweise bei hart aber fair, bei Maischberger, bei Maybrit Illner oder bei Markus Lanz. Gröner gab Medien zudem regelmäßig Interviews.
2018 ließ er sich für die WDR-TV-Dokumentation Ungleichland rund ein halbes Jahr lang begleiten und galt dort als Stellvertreter der vermögenden und einflussreichen Oberschicht. Eine Printvariante dieses Gröner-Porträts brachte das Zeitmagazin.

## Konflikte

### Politischer Auseinandersetzungen
Einige von Gröners Immobilienprojekten stießen in Teilen der Bevölkerung auf deutliche Ablehnung. In Berlin-Friedrichshain etwa, wo Gröner-Unternehmen an der Rigaer Straße einen Komplex mit 100 Wohnungen errichteten, riefen Aktivisten mit Plakaten zum Kampf gegen „kapitalistischen Größenwahn“ auf. Zu erbitterten Auseinandersetzungen mit Florian Schmidt, einem Berliner Lokalpolitiker der Grünen und Baustadtrat von Friedrichshain-Kreuzberg, kam es in Fragen der Umnutzung des örtlichen Postbank-Hochhauses. Schmidt warf Gröner vor, die Zahl geplanter Wohnungen eigenmächtig reduziert zu haben, Gröner nannte die Verweigerung einer Baugenehmigung durch Schmidt Verhinderungspolitik, plakatierte am Hochhaus gegen den rot-rot-grünen Berliner Senat und sah in Schmidt den Vertreter einer Politik, die er bekämpfen wolle. Die Auseinandersetzungen fanden zwischen den beiden Kontrahenten auch auf großer Bühne statt: in der Talkshow von Sandra Maischberger.
Bei sich als politisch links verstehenden Radikalen beziehungsweise Autonomen galt Gröner als „Reizfigur“. Nach Aussage von Gröner wurden Scheiben seiner Büros und seiner Privatwohnung eingeschlagen und Fahrzeuge angezündet, es habe Einbruchsversuche in seine Privaträume gegeben, seine Privatadresse sei öffentlich gemacht, auf offener Straße sei er bedroht worden.

### Zahlungsverhalten
2024 und 2025 berichteten Medien über Gröners Geschäftspartner (Käufer von Eigentumswohnungen, Mieter von Gewerbe-Immobilien, Handwerker, Dienstleister), die sich über das Zahlungsverhalten seiner Unternehmen beklagten. Es werde hingehalten, verzögert und ausgesessen. Teils hätten Geschäftspartner Gröners Forderungen gerichtlich durchsetzen müssen. Gröners Vertreter wiesen solche Darstellungen regelhaft zurück.

### Insolvenzverfahren zu Unternehmen
Das Handelsblatt berichtete Anfang April 2025, Gläubiger hätten seit Februar 2024 mehr als ein Dutzend Insolvenzanträge gegen Gröner-Gesellschaften gestellt. Einige Insolvenzen konnten kurzfristig durch Zahlungen abgewendet werden, andere Verfahren – Mitte Juni 2025 waren es mehr als zehn – seien noch anhängig. Hinzu kamen Berichte über wiederholte vorläufige Privatinsolvenzen. Ende Mai 2025 eröffnete das Amtsgericht Leipzig das Insolvenzverfahren über die Gröner Group GmbH, die lange als die entscheidende Holding seiner Gruppe fungierte. Gröner wies den Medien die Verantwortung für die Schieflage seiner Unternehmensgruppe zu, wegen „grob falscher Berichterstattung“ sei das Vertrauen von Investoren und Gläubigern zerstört worden.

### Insolvenzverfahren über das Privatvermögen
Kurz vor Weihnachten im Jahr 2024 konnte Gröner einen externen Insolvenzantrag über sein Privatvermögen durch Zahlung eines Millionenbetrages abwenden.
Im März 2025 gab das Insolvenzgericht beim Amtsgericht Leipzig bekannt, dass es erneut die vorläufige Insolvenzverwaltung über das Vermögen von Christoph Gröner angeordnet hat.

### Juristische Auseinandersetzungen
Bereits vor der Insolvenz der Gröner Group war Gröner in rechtliche Auseinandersetzungen verwickelt. Im Dezember 2018 begann ein Verfahren vor dem Amtsgericht Leipzig, in dem ihm Steuerhinterziehung und Insolvenzverschleppung vorgeworfen wurden. Das Verfahren wurde im Februar 2019 nach Zahlung einer Geldauflage eingestellt.

### Parteispenden
Im Jahr 2020 spendete Gröner über die Gröner Family Office GmbH 500.000 Euro sowie als Privatperson 320.000 Euro an die CDU Berlin. Weil damit möglicherweise politische Forderungen an die Unionspartei verbunden waren, erfolgte eine Prüfung der Zulässigkeit der Spende durch die Bundestagsverwaltung. Im Juni 2024 strengte Die PARTEI eine Klage vor dem Verwaltungsgericht Berlin an.

## Vermögen, Privates, Engagement und Sonstiges
2018 ist sein Privatvermögen auf 80 Millionen Euro geschätzt worden. Hinzu kamen Firmenanteile, deren Wert damals auf rund 300 Millionen Euro taxiert wurde. Im Jahr 2022 umfasste seine Porsche-Sammlung 41 Modelle. Zu seinem Vermögen zählten auch Villen in Südfrankreich.
Zu Gröners Hobbys gehören Skifahren, Tennis, Joggen und Boxen. Er ist verheiratet und Vater von vier Kindern.
2012 stand der Leipziger Opernball vor dem Aus. Gröner gehörte zu den Personen, die seine Weiterexistenz durch eine Sponsorenschaft sicherstellten. Gröner engagiert sich außerdem für benachteiligte Kinder, insbesondere durch Charity-Veranstaltungen des Vereins Wirtschaft kann Kinder.
Er hat an der Universität in Haarlem (Niederlande) und der Universität Graz (Österreich) als Gastdozent gelehrt.